# Юзеф Мйончинський
Юзеф Мьончиньський (21 квітня 1743, Селець, Волинь — 22 травня 1793, Франція) — польський граф, генерал французьких військ. Белзький маршалок Барської конфедерації. Представник польського шляхетського роду Мьончинських гербу Сухекомнати.

## Життєпис
Син Антонія Мьончиньського та його другої дружини — княжни Дороти Воронецької.
З 1762 року — лосицький староста. Воював проти піхоти А. Суворова. Після програної битви під Лянцкороною 23 травня 1771 року потрапив пораненим до полону московитів. Перебував у тюрмах Кракова, Львова, також у Полонному. Завдяки сприянню матері був у Бродах тимчасово звільнений, звідки поїхав до Варшави. Після виплати 2000 червоних злотих звільнений з арешту.
1778 року продав маєтності (зокрема, частки в Тайкурах, Мирополі на Волині Анджеєві С. Млодзєйовському; частку в сємєнських маєтностях Луківської землі — Адамові Поніньському), відступив Лосицьке староство. У листопаді 1779 року виїхав до Парижу. Потрапив до в'язниці через борги 1783 року, звідки втік до Бельгії. Після смерті матері 1785 року одідичив із братом Каєтаном маєтність Сільце на Волині, яку потім продали Міхалові Чацькому.
4 квітня 1793 року був заарештований у Ліллі. Невдовзі в Парижі також заарештували його дружину, двох малолітніх синів як заручників. 17 травня засуджений Найвищим революційним трибуналом Франції до смертної кари, конфіскації майна. Вирок виконали (гільйотина) 22 травня.

### Сім'я
Дружина — Марі Франсуаза Шабото (1754—1837), шлюб 8 квітня 1780 року в Парижі, віно — 660000 ліврів. Діти:
- Арманд (1784—1802),
- Міхал (1788—1805), обидва — вояки армії Наполеона І.